# Северо-Казахстанская областная филармония
Северо-Казахстанская областная филармония открылась в городе Петропавловске в 1965 году на базе концертно-эстрадного бюро городского Дворца культуры. В составе эстрадный ансамбль «Кос алка», музыкальные лекторий и эстрадные группы. Играет большую роль в пропаганде казахской народной музыки, лучших образцов классического наследия русского и современного музыкального искусства.